# Eragrostis
Eragrostis es un género de plantas herbáceas perteneciente a la familia de las poáceas. La mayoría de sus especies, si se les da algún uso, es el de alimentar al ganado.

## Descripción
Son plantas anuales o perennes. Tallos glabros. Hojas frecuentemente glandulosas, glabras o setosas, con vainas ciliadas en la zona de contacto con el limbo; limbo plano, enrollado por los bordes o convoluto, surcado y generalmente escábrido por el haz.
Inflorescencia en panícula laxa. Espiguillas comprimidas lateralmente, con numerosas flores hermafroditas, con raquilla continua y persistente. Glumas más cortas que las flores, subiguales o desiguales, uninervadas, caducas. Lema trinervada, caduca en la madurez. Pálea con 2 quillas ciliadas, persistentes en la madurez. Lodículas truncadas. Androceo con 3 estambres. Cariopsis a veces surcada, rojiza, con embrión de 1/2 de su longitud. Hilo puntiforme.

## Usos
Sin embargo, Eragrostis tef es consumido por el humano, principalmente en Etiopía. También hay constancia de que E. clelandii y E. tremula se han consumido en Australia y Chad, respectivamente, en tiempos de hambruna.
Las semillas, que se quedan adheridas por medio de pequeños ganchos al pelo o la piel, son dispersadas por los animales.

## Ecología
Algunas de las mariposas cuyas orugas se alimentan de eragrostis incluyen: Poanes zabulon.

## Taxonomía
El género fue descrito por Nathanael Matthaeus von Wolf y publicado en 1776 en su Genera Plantarum / Vocabulis Characteristicis / Definita 23 (que no es el Genera Plantarum de Carlos Linneo). La especie tipo es: Eragrostis minor Host
Etimología
Eragrostis: nombre genérico que deriva del griego, eros (amor) o era (tierra) y agrostis (hierba), probablemente en alusión a la característica, terrenal (humana) del aroma femenino de las inflorescencias de muchas de sus especies. Menos descriptivas son las interpretaciones publicadas que incluyen  espiguillas bailando con gracia, bastantes espiguillas y "significado del nombre de dudoso".
Citología
El número cromosómico básico del género es x = 10, con números cromosómicos somáticos de 2n = 20, 40, 50, 60, 80, 100 y 108, ya que hay especies diploides y tetraploides. Los cromosomas son relativamente pequeños. El contenido de ADN por núcleo haploide es de 0,32 pg (informado para 1 especie). Nucléolos persistentes.

## Especies
- Eragrostis amabilis Kuntze

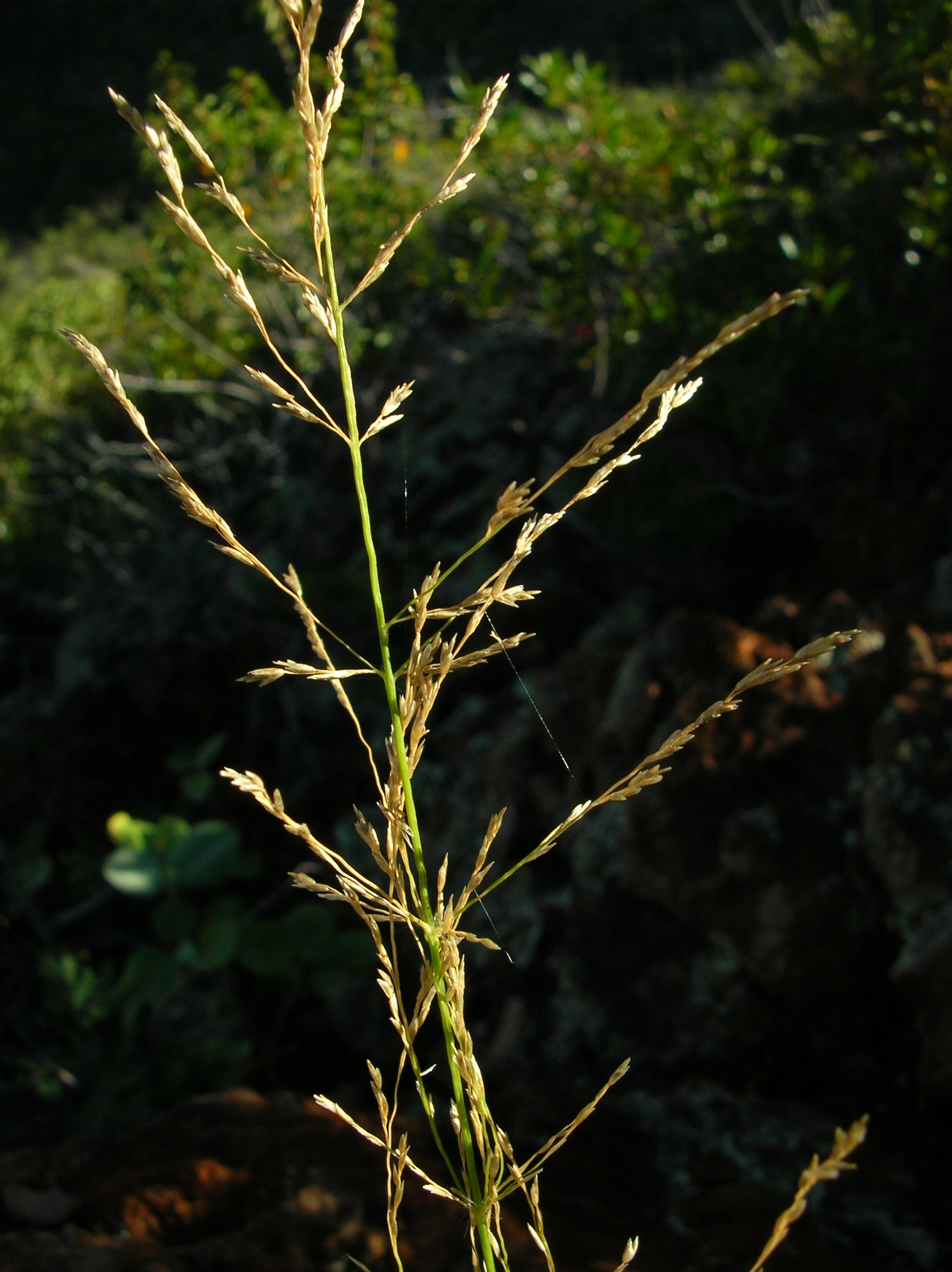
Eragrostis atropioides.

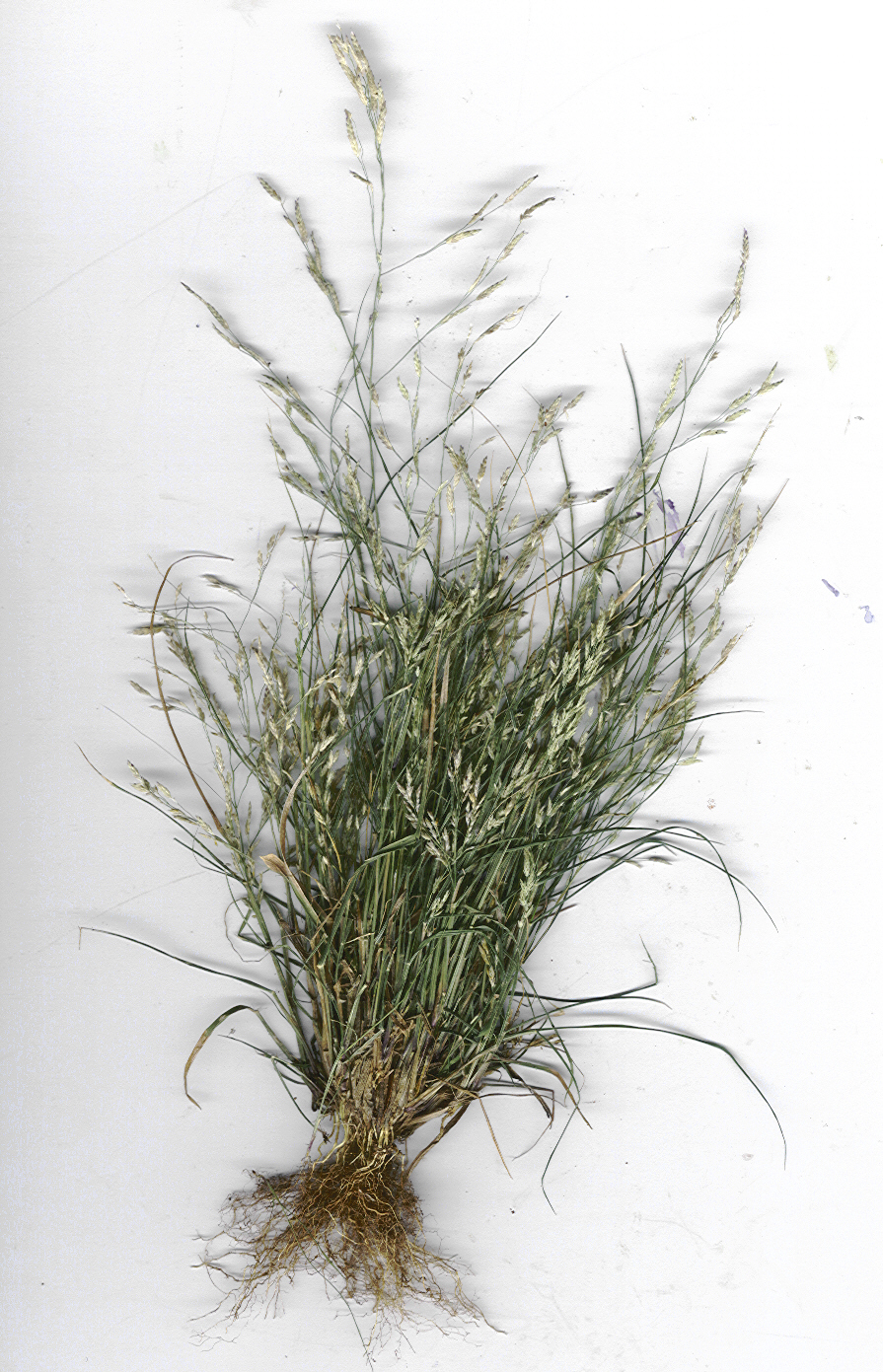
Eragrostis pectinacea.

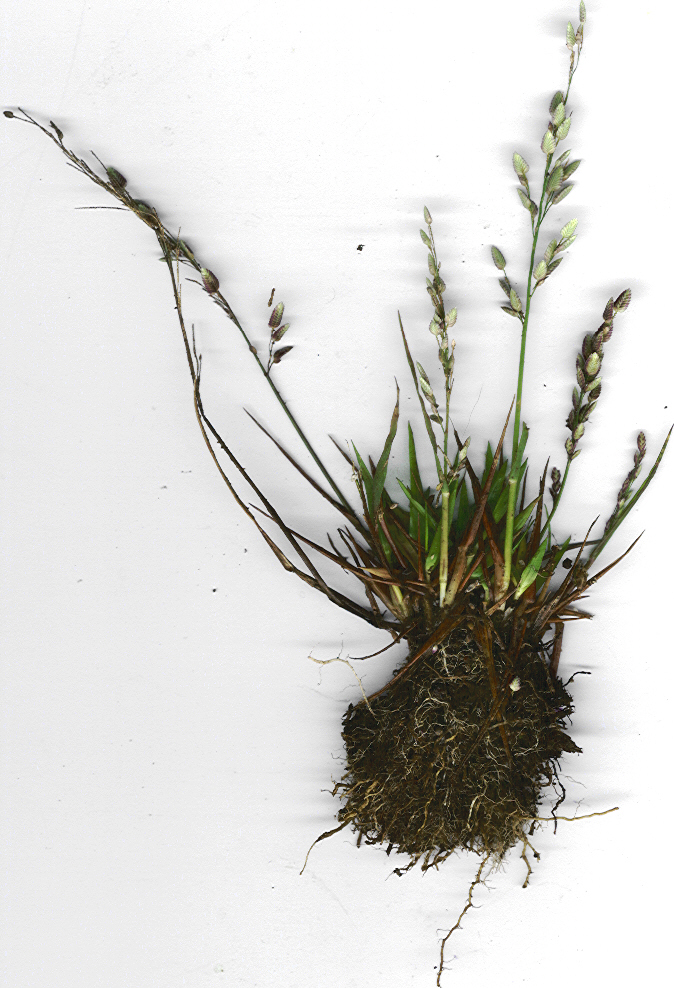
Eragrostis unioloides.

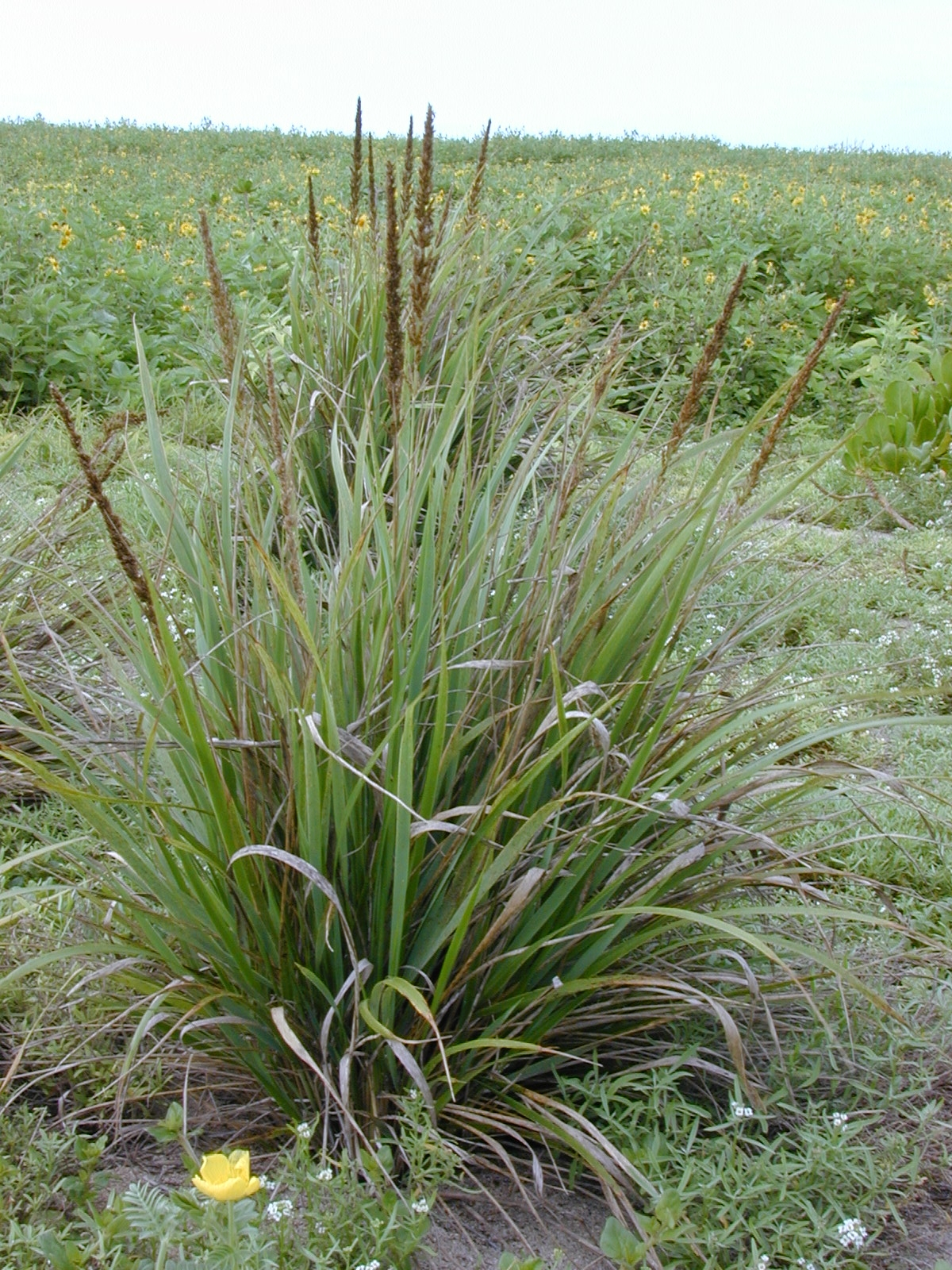
Eragrostis variabilis.

- Eragrostis ancashensis P. M. Peterson, Refulio et Tovar
- Eragrostis attentuta Hitchc.
- Eragrostis bahamensis Hitchc.
- Eragrostis barbata Trin.
- Eragrostis barrelieri Daveau
- Eragrostis boliviensis Jedwabn.
- Eragrostis brachypodon Hack.
- Eragrostis caesia Ekman et Mansf.
- Eragrostis calotheca Trin.
- Eragrostis capillacea Jedwabn.
- Eragrostis caudata E. Fourn.
- Eragrostis cilianensis (All.) F. T. Hubbard
- Eragrostis ciliaris (L.) Link
- Eragrostis ciliaris (L.) R. Br.
- Eragrostis cubensis Hitchc.
- Eragrostis cumingii Steud.
- Eragrostis curvula Nees
- Eragrostis deflexa Hitchc.
- Eragrostis diversiflora Vasey
- Eragrostis elatior Hack.
- Eragrostis eriopoda Benth.
- Eragrostis erosa Scribn.
- Eragrostis excelsa Griseb.
- Eragrostis fendleriana Steud.
- Eragrostis floridana Hitchc.
- Eragrostis frankii C. A. Mey.
- Eragrostis hapalantha Trin.
- Eragrostis hosokai O. Deg.
- Eragrostis leptantha Trin.
- Eragrostis leptophylla Hitchc.
- Eragrostis lukwangulensis Pilg.
- Eragrostis macropoda Pilg.
- Eragrostis minor Host - escobilla de Cuba[4]
- Eragrostis neomexicana Vasey
- Eragrostis nigra Nees
- Eragrostis niihauensis Whitney
- Eragrostis orcuttiana Vasey
- Eragrostis orthoclada Hack.
- Eragrostis pallida Vasey
- Eragrostis palmeri S. Watson
- Eragrostis pectinacea
- Eragrostis perlaxa Keng
- Eragrostis pilgeri Fedde
- Eragrostis pilifera Scheele
- Eragrostis pilosa (L.) P. Beauv.
- Eragrostis plumbea Scribn.
- Eragrostis psammodes Trin.
- Eragrostis pusillus Scribn.
- Eragrostis reflexa Hack.
- Eragrostis reptans Nees
- Eragrostis rojasii Hack.
- Eragrostis simplex Scribn.
- Eragrostis tef Zucc. Trotter
- Eragrostis tenella Benth. 1817
- Eragrostis tracyi Hitchc.
- Eragrostis unionis Steud.
- Eragrostis variabilis Gaudich.
- Eragrostis whitneyi Fosberg[5][6]